# Tim Hudak
Timothy Patrick Hudak dit Tim Hudak, né le 1er novembre 1967 à Fort Érié, est un homme politique canadien, chef du Parti progressiste-conservateur de l'Ontario de 2009 à 2014.

## Biographie
Tim Hudak suit des études d'économie à l'université de Western Ontario, puis à celle de Washington à Seattle, où il obtient une maîtrise en 1993.
En 1995, il est élu à 27 ans député progressiste-conservateur à l'Assemblée législative de l'Ontario et réélu à cinq reprises. Depuis 2007, il est élu dans la circonscription de Niagara-Ouest—Glanbrook.
Chef du Parti progressiste-conservateur de l'Ontario et de l'opposition officielle à l'Assemblée de l'Ontario à partir de 2009, il perd les élections provinciales du 6 octobre 2011. Une nouvelle défaite de son parti à l'issue des élections du 12 juin 2014 entraîne sa démission à la tête du PPC.

## Source
- (en) Cet article est partiellement ou en totalité issu de l’article de Wikipédia en anglais intitulé « Tim Hudak » (voir la liste des auteurs).